# Belcourt, Québec
Belcourt är en kommun i provinsen Québec i Kanada. Den ligger i regionen Abitibi-Témiscamingue, i den sydöstra delen av landet, 400 km norr om huvudstaden Ottawa.